# Armored Box Launcher
Armored Box Launcher (ABL, рус. бронированная пусковая установка контейнерного типа, Mk 143) — защищённая 4-контейнерная пусковая установка для ракет «Томагавк», предназначенная для размещения ракет «Томагавк» на надводных кораблях, не оснащённых установкой вертикального пуска Mk 41.
Разрабатывалась для вооружения ракетами «Томагавк» линейных кораблей типа «Айова» во время их последней реконструкции в 1980-х годах. На каждом линкоре было установлено по 8 установок ABL с 32 ракетами ценой демонтажа нескольких двухорудийных башен 127-мм орудий.
Установки типа ABL монтировались также на ракетных крейсерах типа «Лонг-Бич» и «Вирджиния» и на 7 эсминцах типа «Спрюэнс». На каждом из этих кораблей размещалось по две установки с 8 ракетами.
В дальнейшем было признано целесообразным размещать ракеты «Томагавк» на установках вертикального пуска Mk 41, обеспечивавших большую гибкость применения и компактность размещения ракет. Таким образом были размещены ракеты «Томагавк» на большей части эсминцев типа «Спрюэнс», а также на крейсерах типа «Тикондерога» и эсминцах типа «Арли Бёрк».
Серьёзным недостатком ABL считается невозможность её перезарядки в море.

## Установки на кораблях
- Линейные корабли типа «Айова»
- Ракетный крейсер «Лонг-Бич»
- Ракетные крейсера типа «Вирджиния»
- Эскадренные миноносцы типа «Спрюэнс»:
  - DD-974 Comte De Grasse
  - DD-976 Merrill
  - DD-979 Conolly
  - DD-983 John Rodgers
  - DD-984 Leftwich
  - DD-989 Deyo
  - DD-990 Ingersoll

## Фото
- Установки ABL на корме крейсера CGN-40 «Миссиссиппи»